# Idrettsforeningen Fram
L'I.F. Fram Larvik és un club esportiu noruec de la ciutat de Larvik. Té seccions de futbol, atletisme, handbol i patinatge de velocitat sobre gel.

## Història
Va ser fundat el 15 de gener de 1894. El seu major èxit fou la lliga noruega guanyada la temporada 1949-50. Fou finalista de copa l'any 1912.

## Palmarès
- Lliga noruega de futbol: 
  - 1949-50[3]

## Handbol
L'equip d'handbol juga a la primera divisió noruega, la segona categoria nacional. Jugadors destacats han estat Eivind Ellingsen, Pål Myrdam, Are Ruud i Tom Bakke.

## Patinatge de velocitat
Destacats patinadors de velocitat del club han estat Christine Foldvik, Bjørg Eva Jensen, Tom Erik Oxholm, Roger Strøm, Else Marie Christiansen, Minna Nystedt, Anne Therese Tveter, Bjørn Tveter i Øyvind Tveter.